# Малмсбери (ЮАР)
См. также Малмсбери
Малмсбери (африк. и англ. Malmesbury) — город на юго-западе Южно-Африканской Республики, на территории Западно-Капской провинции. Входит в состав района Уэст-Кост. Административный центр местного муниципалитета Свартланд. Состоит из четырёх частей: собственно Малмсбери, Уэсбэнка, Илинге-Лету и Маунт-Роял-Гольф-энд-Кантри-Эстейт.

## История
Поселение, из которого позднее вырос город, было основано в 1829 году. Город получил своё имя распоряжением губернатора Капской колонии сэра Гэлбрейта Лаури Коула. Название связано с титулом тестя губернатора Джеймса Хариса, 1-го графа Малмсбери. В 1896 году Малмсбери получил статус муниципалитета.

## Географическое положение
Город расположен в юго-западной части провинции, на берегах реки Диприфир, на расстоянии приблизительно 50 километров (по прямой) к северо-северо-востоку (NNE) от Кейптауна, административного центра провинции. Абсолютная высота — 101 метр над уровнем моря.

## Климат
Климат города субтропический средиземноморский. Среднегодовое количество осадков — 403 мм. Наибольшее количество осадков выпадает в период с апреля по октябрь. Средний максимум температуры воздуха варьируется от 16,4 °C (в июле), до 28,8 °C (в феврале). Самым холодным месяцем в году является июль. Средняя минимальная ночная температура для этого месяца составляет 6,3 °C.

## Население
По данным официальной переписи 2001 года, в городе проживало 20 074 человека, из которых мужчины составляли 51,7 %, женщины — соответственно 48,3 %. В расовом отношении цветные составляли 69,39 % от населения города, белые — 24,1 %; негры — 5,73 %; азиаты (в том числе индийцы) — 0,78 %. Наиболее распространёнными среди горожан языками были: африкаанс (91,9 %), коса (3,91 %) английский (3,15 %) и сесото (0,6 %).

Согласно данным, полученным в ходе проведения официальной переписи 2011 года, совокупное население Малмсбери, Уэсбэнка, Илинге-Лету и Маунт-Роял-Гольф-энд-Кантри-Эстейт составляло 35 897 человек, из которых мужчины составляли 51,35 %, женщины — соответственно 48,65 %. В расовом отношении цветные составляли 55,35 % от населения города, негры — 24,87 %; белые — 18,35 %; азиаты (в том числе индийцы) — 0,53 %, представители других рас — 0,89 %. Наиболее распространёнными среди жителей города языками являлись: африкаанс (68,43 %), коса (15,13 %), английский (3,48 %), сесото (2,91 %) и тсвана (0,41 %).

## Транспорт
Через город проходит национальная автотрасса N7, а также региональные шоссе R45, R302 и R315. Имеется железнодорожная станция.